# Svatá Apolena

St. Apollonia um 1764

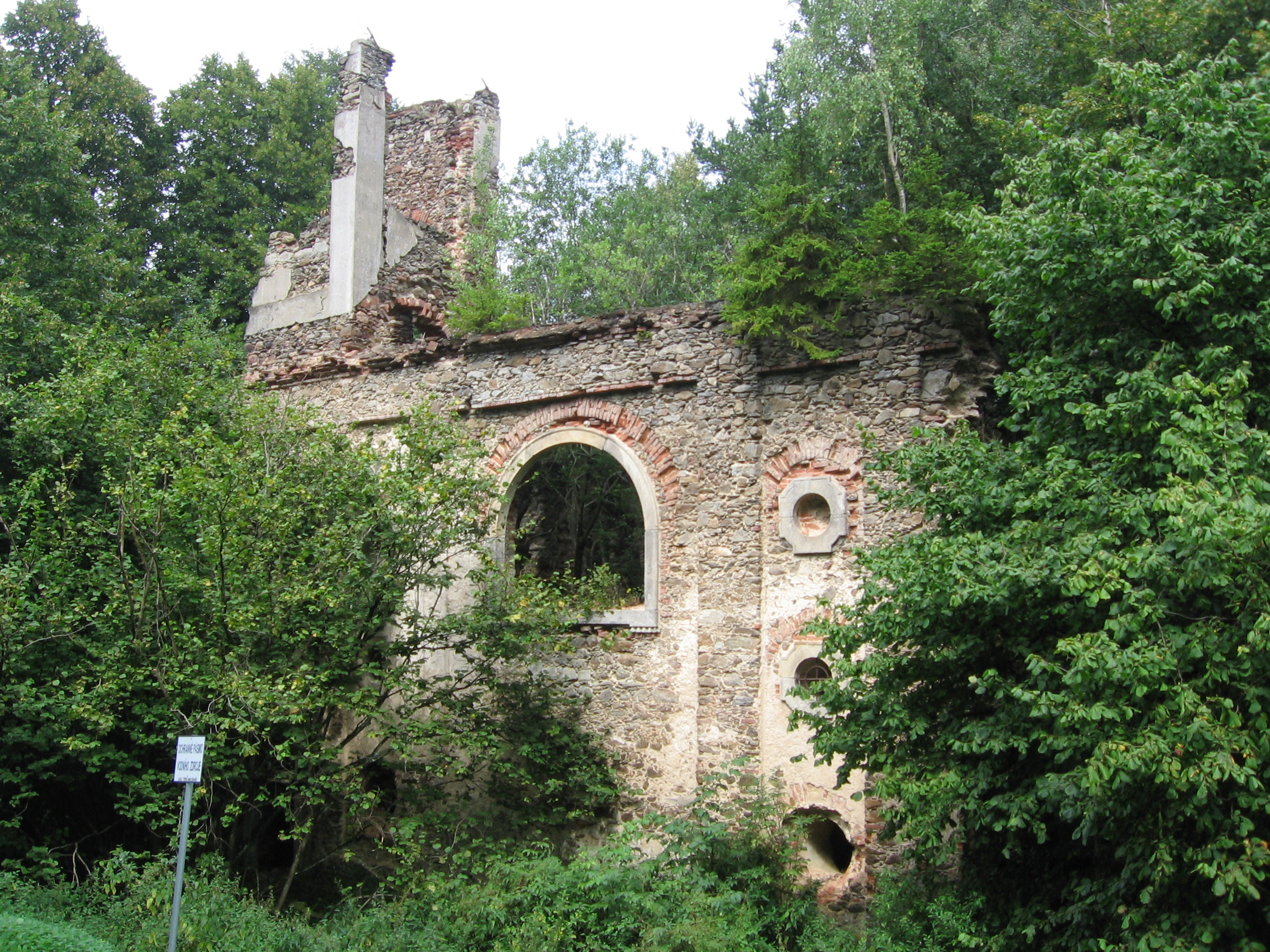
Ruine der Kirche Sankt Apollonia

Svatá Apolena (deutsch St. Apollonia) ist eine Wüstung auf den Fluren der Stadt Přimda (Pfraumberg) in Tschechien.

## Geographie
Svatá Apolena (St. Apollonia) befindet sich anderthalb Kilometer südwestlich von Málkov (Molgau) an der Straße von Přimda (Pfraumberg) nach Nová Ves (Neudorf).

## Geschichte
Die Siedlung St. Apollonia bestand im Jahre 1838 aus fünf Häusern und zwei Gotteshäusern.
Nach der Aufhebung der Patrimonialherrschaften bildete St. Apollonia/Svatá Apolonia ab 1850 einen Ortsteil der Gemeinde Molgau im Gerichtsbezirk Pfraumberg und Pilsner Kreis. Ab 1868 gehörte St. Apollonia zum Bezirk Tachau. Der tschechische Ortsname Svatá Apolena wurde 1924 eingeführt. Im Jahre 1930 lebten in der zur Gemeinde Molgau gehörigen Ansiedlung 36 Einwohner in vier Häusern.
Svatá Apolena (St. Apollonia) gehörte bis zum Ende des Ersten Weltkriegs 1918 zum Königreich Böhmen als Teil Österreich-Ungarns. Nach dem Zerfall der Doppelmonarchie gehörte es zur Tschechoslowakei. Im Münchner Abkommen wurde der Ort dem Deutschen Reich zugeschlagen und gehörte bis 1945 zum Landkreis Tachau im sogenannten Sudetenland. Nach dem II. Weltkrieg 1945 wurden, auf der Basis der Beneš-Dekrete, die deutschen Einwohner vertrieben.
1948 erfolgte die Eingemeindung nach Přimda (Pfraumberg). In den 1950er Jahren erlosch der Ort.

## Ortsgliederung
Svatá Apolena ist Teil des Katastralbezirks Málkov u Přimdy.

## Kirche
Im 13. Jahrhundert soll sich an der Stelle der Sankt-Apollonia-Kapelle ein Gotteshaus befunden haben, das nach den Hussitenkriegen eingegangen sein soll.
Die Geschichte der heute als Ruine erhaltenen Kirche begann im Jahre 1669. Im August 1669 träumte der im Haider Spital lebende blinde Hufschmied Bartholomäus Fickh von der Wiedererlangung seiner Sehkraft. Dies würde geschehen, wenn er sich mit Gebet und Opfer zur „alten wüsten Kapelle“ bei Molgau begeben würde. Am nächsten Tag wallfahrte Fickh mit seiner Frau zur verfallenen Kapelle, betete und legte eine Opfergabe nieder. Danach wollte er aus dem Grosmagd-Brunnen Wasser schöpfen, die eigentlich wohlbekannte Quelle war jedoch nicht zu finden. Fickh scharrte neben der Kapelle mit seinen Händen eine kleine Vertiefung, aus der kurz darauf Wasser trat. Er trank und wusch sich die Augen. Im selben Augenblick vernahm Fickh ein wenig Tageslicht. Nach einer erneuten Wallfahrt, acht Tage später, wusch sich Fickh erneut die Augen und wurde vollständig sehend.
Der Pfarrer Adam Crautner, der Bürgermeister Johann Strickher und der Kirchvater Georg Trompeter aus Pfraumberg bezeugten die Heilung. Die Nachricht verbreitete sich schnell. Nachdem auch der Pfraumberger Gastwirt Sebaldus Hopfer mit einem Augenleiden die Kapelle besuchte, sich die Augen mit dem Quellwasser wusch und ebenfalls geheilt wurde, ließ dieser die Quelle erweitern und einen Brunnen errichten. Nach und nach strömten immer mehr Menschen nach St. Apollonia, um dort Heilung ihres Leidens zu erbitten. Graf Georg von Lindelo ließ daraufhin den Brunnen ausmauern und mit einem Dach versehen. Auch die Kapelle wurde restauriert. Bei den Arbeiten fand man eine Gruft, die nach Erzählungen einen Frauenkörper enthielt.
Seit 1687 lebte Jacob Pauridl als Eremit in St. Apollonia. Er verstarb 85-jährig am 28. Dezember 1736 ebenda.
Die älteste erhaltene schriftliche Nennung der Kapelle von 1698 ist in der Pfraumberger Traumatrikel enthalten, als der Pfraumberger Bürger Christopher Lang in der Kapelle heiratete. 1709 ist in derselben Matrikel vom „Heiligen Brunnen“ im Zusammenhang mit St. Apollonia die Rede.
Graf von Lindelo setzte einen eigenen Priester in der Kirche ein und schmückte die Kirche aus. Die Sankt-Apollonia-Kirche wurde zum bedeutendsten Wallfahrtsort der Region und erlangte  große Reichtümer.
In einem heute nicht mehr erhaltenen Memorabilienbuch der Kirche wurde eine große Zahl an Wundern beschrieben. Der letzte Eintrag soll aus dem Jahre 1764 stammen.
Im 20. Jahrhundert nahm die Bedeutung der Wallfahrten nach St. Apollonia ab, nur noch zum Pfingstmontag fand eine Wallfahrt statt.